# Down to You
Down to You (bra: Louco por Você; prt: Doido por Ti) é um filme de comédia romântica norte-americano de 2000, escrito e dirigido por Kris Isacsson, estrelado por Freddie Prinze Jr. e Julia Stiles como jovens amantes que se reúnem na faculdade e enfrentam os altos e baixos de um relacionamento. Selma Blair, Shawn Hatosy, Zak Orth, Ashton Kutcher, Rosario Dawson, Lucie Arnaz e Henry Winkler desempenham papéis de apoio. Primeiro e único longa-metragem de Isacsson, Down to You juntou Prinze e Styles um ano depois de seus respectivos papéis em duas comédias românticas adolescentes bem-sucedidas She's All That e 10 Things I Hate About You. Apesar de ter sido o segundo filme de maior bilheteria nas bilheterias domésticas no fim de semana de estreia, o filme recebeu pouca resposta dos críticos e não conseguiu recuperar seu orçamento de US$35 milhões.

## Sinopse
Aos 19 anos, casal de nova-iorquinos se conheceram e se apaixonaram. Ele quer ser um famoso chefe de cozinha, enquanto ela estuda artes plásticas. Eles são felizes, mas pela pouca idade, tem dúvidas com relação ao namoro. As inseguranças dos dois dão um fim ao relacionamento, mas o amor, ainda presente, leva o casal a um reencontro.

## Elenco
- Freddie Prinze Jr. - Alfred 'Al' Connelly
- Julia Stiles - Imogen
- Selma Blair - Cyrus, uma desistente do MIT que virou atriz de filmes pornográficos
- Shawn Hatosy - Eddie Hicks, um dos colegas de quarto de Al
- Zak Orth - Monk Jablonski, outro companheiro de quarto de Al
- Ashton Kutcher - Jim Morrison, um músico que se veste e age como seu homônimo, Jim Morrison da banda The Doors
- Rosario Dawson - Lana, amiga de Imogen e mais tarde colega de quarto
- Henry Winkler - Chef Ray Connelly, pai de Al
- Lucie Arnaz - Judy Connelly, mãe de Al

Adam Carolla e Jimmy Kimmel aparecem como eles mesmos em uma sequência em que Al se imagina sendo ridicularizado no The Man Show. Outros papéis menores são interpretados por Zay Harding e Lauren German como um casal apaixonado, Chloe Hunter como uma das namoradas de Al, Bradley Pierce como um dos namorados de Imogen, Lola Glaudini como uma mulher que Al sai. Alexia Landeau como prima de Imogen, Susan Blommaert como psiquiatra, Frank Wood como médico, Joanna P. Adler como uma mulher que dá a Eddie um piercing no mamilo e Mark Blum como apresentador de televisão entrevistando Monk.

## Trilha sonora
Um álbum da trilha sonora foi lançado simultaneamente ao filme, com doze músicas da trilha sonora.  William Ruhlmann, do AllMusic, concedeu a ele duas estrelas em cinco em uma crítica desfavorável, descrevendo algumas músicas e artistas como imitações de sons semelhantes aos mais conhecidos de outras trilhas sonoras de comédia romântica recentes. Ele destacou Belle Perez como "a garota-propaganda de todo esse pop/rock leve, acompanhando sua sincera saudação com 'This is me / Life should be / Fun for everyone'. De fato, deveria, e se você estiver no final da adolescência, talvez esteja. Mas grande parte da trilha sonora de Down to You tenta ser ingênua e só consegue ser insensível". Ele destacou a faixa final, "I Need Love", de Sam Phillips, como destaque, mas opinou que isso fez o resto do álbum parecer ainda menos impressionante em comparação.

### Lista de faixas
| N.º | Título                                      | Compositor(es)                                        | Artista                   | Duração |  |
| 1.  | "It All Comes Down to You"                  | Dianne Warren                                         | Billie Myers              | 4:36    |  |
| 2.  | "The Garden of You and I" (de Kismet, 1998) | Ginger Mackenzie                                      | Ginger Mackenzie          | 2:35    |  |
| 3.  | "Free to Go" (de One Part Lullaby, 1999)    | Lou Barlow, Wally Gagel                               | The Folk Implosion        | 3:32    |  |
| 4.  | "Shine on Me" (de Free Expression, 1999)    | Paul Chastain, Ric Menck                              | Velvet Crush              | 1:56    |  |
| 5.  | "Stay"                                      | Kevin Bents, Patrick Daugherty, Deanna Kirk           | Deanna Kirk               | 3:45    |  |
| 6.  | "Silver Lining" (de The Rockfords, 2000)    | Chris Friel, Rick Friel, Mike McCready, Danny Newcomb | The Rockfords             | 4:24    |  |
| 7.  | "Hello World" (de Hello World, 2000)        | Belle Perez, Jim Soulier                              | Belle Perez               | 3:15    |  |
| 8.  | "Vagabond Angel"                            | Miranda Lee Richards                                  | Miranda Lee Richards      | 4:04    |  |
| 9.  | "I Must Have Done Something Right"          | Chris Glenn, Fred Spigelman                           | Formosa                   | 3:39    |  |
| 10. | "Spun Out" (de Spun Out, 1999)              | Brian Stewart                                         | Psychic Rain              | 4:18    |  |
| 11. | "Didn't Mean to Do You Harm"                | Jimmy Harry, Craig Wedren                             | Jimmy Harry, Craig Wedren | 3:22    |  |
| 12. | "I Need Love" (de Martinis & Bikinis, 1994) | Sam Phillips                                          | Sam Phillips              | 3:39    |  |

As músicas adicionais usadas no filme, mas não incluídas no álbum da trilha sonora, incluem:
- "Young Americans" por David Bowie
- "Moonchild" por Cibo Matto
- "Groove Is in the Heart" por Deee-Lite
- "Ready for a Fall" por P. J. Olsson
- "Junction City" por Big Lazy
- "Is There Something on Your Mind" por the Drowners
- "Here I Go Again" por Whitesnake
- "Heat of the Moment" por Asia
- "Mickey" por Toni Basil
- "My Little Corner of the World" por Yo La Tengo
- "When I Fall in Love"
- "Let's Stay Together" por Al Green
- "I Know a Girl" por Settie
- "Bye-Bye" por Marcy Playground
- "New Deli" por Andrew Dorfmam
- "Marching Through Georgia"
- "Black Balloon" por Goo Goo Dolls
- "Bad Boys" por Inner Circle
- "Koto Magic" por John Leach
- "Corazon Salvaje" por Ramon Fernandez
- "Smile" por Vitamin C
- "The Devil Made Me Sing to You" por Craig Wedren
- "Girl Stop" por Arcenius Bryant
- "Nervous Breakthrough" por Luscious Jackson
- "Lullaby of Clubland" por Everything but the Girl
- "Don't Go There" por Arcenius Bryant and John Schnall
- "Lady Shave" por GusGus
- "You're Nobody till Somebody Loves You" por James Darren
- "Can't Get Enough of Your Love, Babe" por Barry White

## Prêmios
- Teen Choice Awards (2000)

Film - Choice Actor: Freddie Prinze Jr.